# Løvehovederne
Løvehovederne eller Kamelhovederne är en starkt eroderad klippformation nedanför Hammershus borgruin på ön Bornholm i Danmark. 
Formationen påminner om två lejon (danska: løver) eller kameler.